# Schlacht bei Tyrnau
In der Schlacht bei Tyrnau am 5. Oktober 1621 unterlagen habsburgische kaiserliche Truppen unter Rudolf von Tiefenbach dem Heer von Gábor Bethlen.

## Vorgeschichte
Gábor Bethlen war 1619 mit 50.000 Mann in Oberungarn (heute: Ostslowakei) eingefallen und eroberte anfangs die gesamte heutige Slowakei, einschließlich Tyrnau. Noch 1619 verlor er jedoch einige Städte in der Westslowakei, darunter auch Tyrnau. Seine Lage verschlechterte sich zusehends nach der für die Kaiserlichen siegreichen Schlacht am Weißen Berg gegen die böhmischen Stände.  

## Schlacht
Um seine Ausgangsposition bei den geplanten Friedensverhandlungen mit den Habsburgern zu verbessern, beschloss Bethlen 1621, die Westslowakei zurückzuerobern, was ihm auch teilweise gelang. Am 5. Oktober 1621 stand er vor Tyrnau, dem Zentrum der römisch-katholischen Kirche in der Slowakei. Der nach dem Tode Feldmarschall Buquoys neue Befehlshaber der kaiserlichen Truppen Rudolf von Tiefenbach versuchte die Stadt vom Belagerungsring zu befreien. Allerdings konnte er zeitweilig nur 2.000 Mann aufbieten und stand damit einer zwanzigfachen Übermacht gegenüber. In dem Dorf Bohdanovce nad Trnavou, in der Nähe von Tyrnau, wurden die kaiserlichen Truppen vernichtet, nur ein kleiner Rest ging in Gefangenschaft. Tiefenbach entkam mit knapper Not. 
Sechs Tage später begann dann Bethlen wie geplant seine Friedensverhandlungen mit den Habsburgern.